# Нено Цонзаров
Нено Радков Цонзаров е български телевизионен режисьор, потомък на стар род от Лясковец.

## Биография
Роден е през 1942 година в с. Михайлово, Врачанска област. Завършва телевизионна режисура в Берлин. Работи в националната телевизия на Германската демократична република (ГДР) в направление забавни програми. Бил е режисьор с голям творчески замах и широки интереси. В бившия социалистически лагер пръв разчупва налаганите ограничения по идеологически причини от тоталитарните режими в този вид изкуство. Сътрудничи и в Българска национална телевизия, като създава много забавни програми (в това число и новогодишни) излъчени в българския ефир. Загива при самолетна катастрофа край село Кривина, близо до летище София на 10 април 1984 година.